# Witt (Illinois)
Witt è un comune degli Stati Uniti d'America, situato nello Stato dell'Illinois, nella contea di Montgomery.